# معماری مدرن

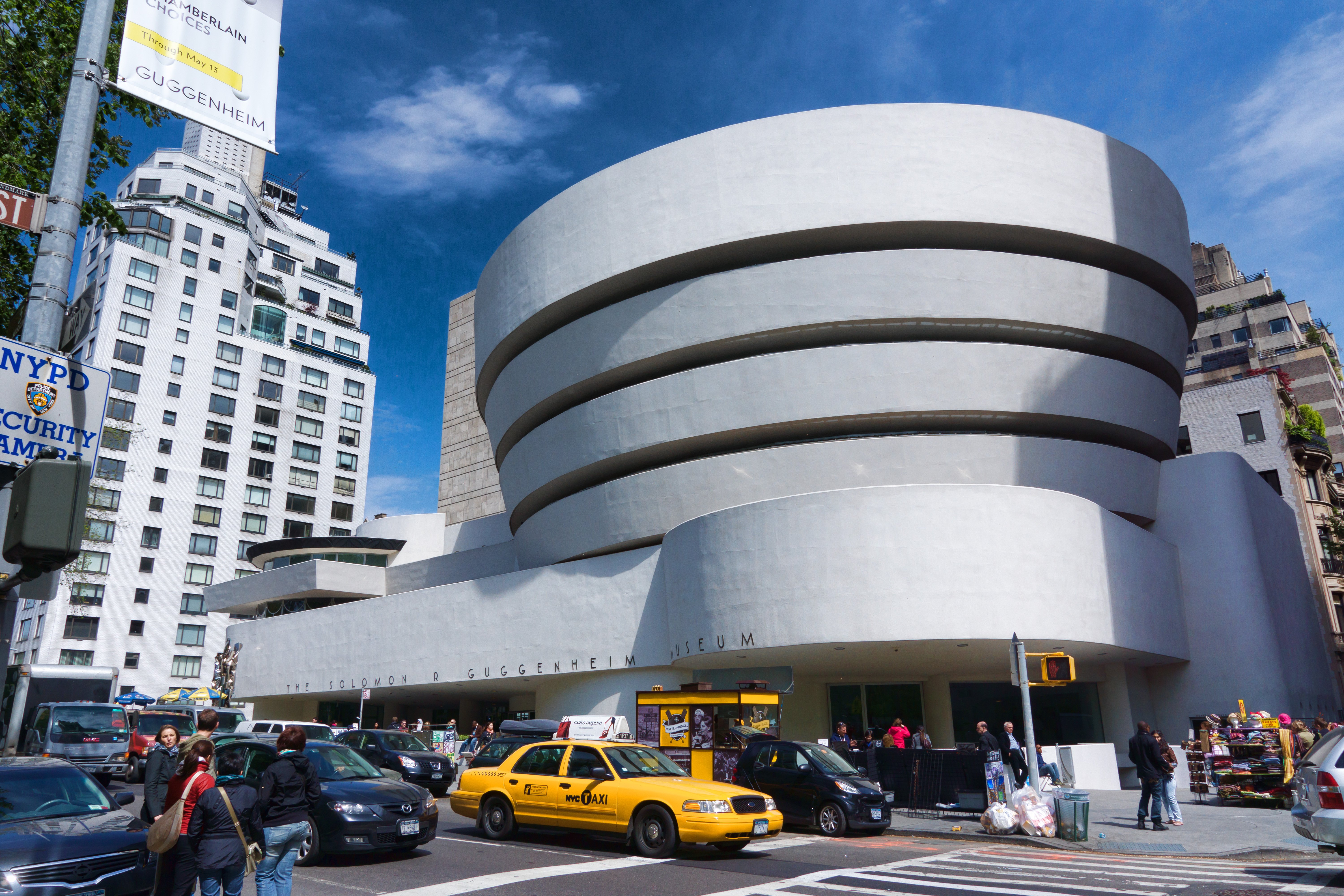
موزه گوگنهایم، اثر فرنک لوید رایت

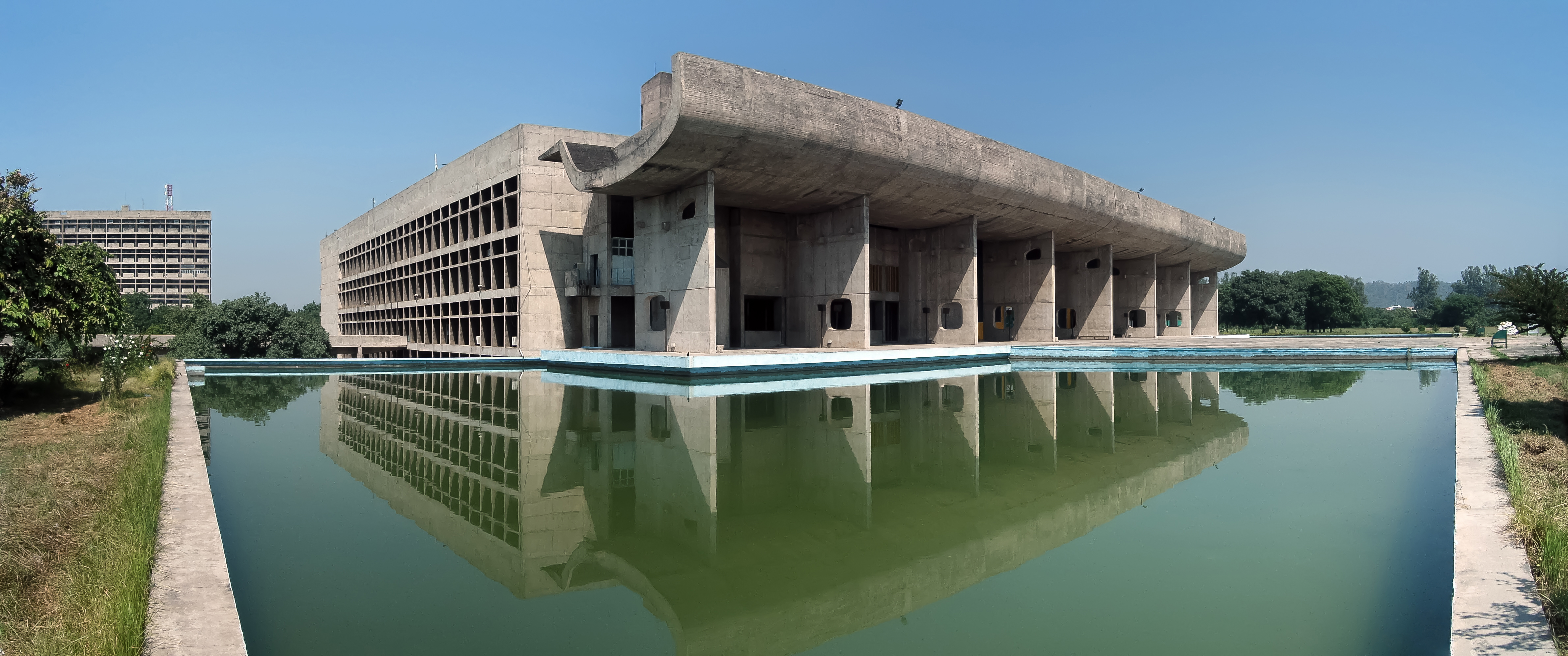
سکرتریات چاندیگار، هند، له‌کربوزیه، ۱۹۵۳

معماری مدرن یا معماری نوگرا (به انگلیسی: Modern architecture) نام جنبشی در معماری است. در معماری مدرن، کارکرد (functionalism) با ایده‌هایی ترکیب می‌شود که مفاهیم و فرم‌های تاریخی از آن حذف شده‌اند. از شیوه‌های این نوع معماری می‌توان سبک بین‌المللی، آرت دکو، معماری آلی، و سبک چمنزار را نام برد.

## مشخصات
نخستین آگهی (اعلامیه) مهم بین‌المللی معماری نوین، وایسنهوف در اشتوتگارت (۱۹۲۷) در واقع نمایشگاهی با عنوان «سکونتگاه» بود. جنبش مدرن با در نظر گرفتن سکونتگاه به عنوان نقطه عطف، سلسله مراتب سنتی کارهای ساختمانی را دگرگون کرد. کلیسا و قصر، به عنوان مهم‌ترین کارهای گذشته، اهمیت خود را از دست دادند، و از آن زمان به بعد موسسات عمومی دولتی، «توسعه» خانه را مورد توجه قرار دادند. به موجب همین امر نوعی نگرش دموکراتیک جدید، بر پایهٔ ساختار دنیای نوین پدید آمد.
بارها پیشگامان معماری مدرن تازگی جهان مدرن را یادآور شدند، و تأکید کردند که اکنون معماری نمی‌تواند با فرم‌های گذشته به کار رود. در این باره، شعار لو کوربوزیه بسیار شناخته شده‌است: «عصر مهمی آغاز شده‌است. روحیه جدیدی به وجود آمده… سنت‌ها و رسوم باعث سرکوب معماری شده‌اند. «سبک‌ها» دروغ اند… عصر متعلق به ما، و سبک متعلق به آن، روز به روز معین می‌شوند.» و میس ون در روهه می‌افزاید: «نه دیروز، نه فردا، بلکه فرم را تنها در همین امروز می‌توان معین ساخت.» این عقیده که بیان شد بی‌توجه به عقاید سیاسی بود، گرچه هر دو با نگرشی ریشه‌ای با یکدیگر پیش می‌رفتند. هانس مه یر مارکسیست در مقاله‌ای با عنوان «دنیای نوین» نوشت: «هر عصری فرم جدید خود را می‌طلبد. هدف ماست که به دنیای جدید، شکلی جدید با معانی امروز بدهیم. اما دانش ما از گذشته باری است که بر دوش ما سنگینی می‌کند…» نتیجه آنکه، معماری باید از نو دست به‌کار شود «انگار هرگز پیش از این نبوده‌است»، و این هدفی است که پیش از این دربارهٔ آغاز قرن مطرح نشده بود.
در گذشته تصور فضا و فرم همچون نگاره‌هایی یکپارچه می‌نمودند که همزمان دارای ویژگی‌های بنیادی (کلی) و محلی (تفصیلی) بودند. چنین انگاره‌هایی عبارت بودند از ستون، طاق، ستنوری، برج، هرم، و سقف گنبدی. لو کوربوزیه با درک این موضوع معماری را به عنوان «بازی استادانه، درست و شکوهمند حجم‌هایی که در پرتو نور گرد یکدیگر می‌آیند… و بدین ترتیب مکعب، مخروط، کره، استوانه، و هرم فرم‌های بسیار مهمی‌اند…» تعریف می‌کند.
1. تغییرمسیر اکلکتیزم
2. تغییرمسیر کنگره سیام

## آثار شاخص

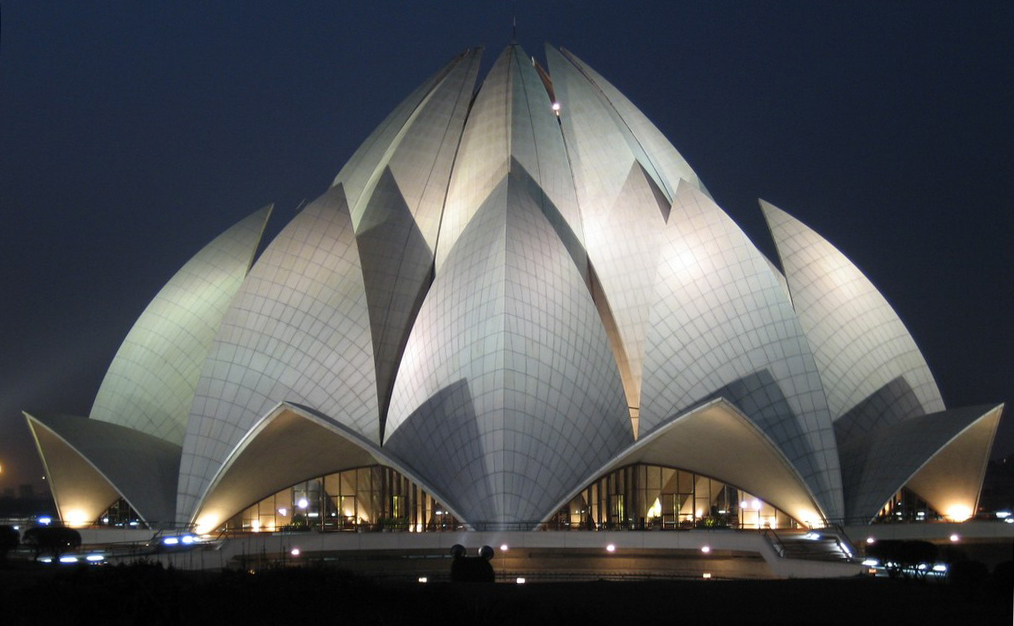
مشرق‌الاذکار نیلوفر آبی اثر فریبرز صهبا در دهلی نو، هند
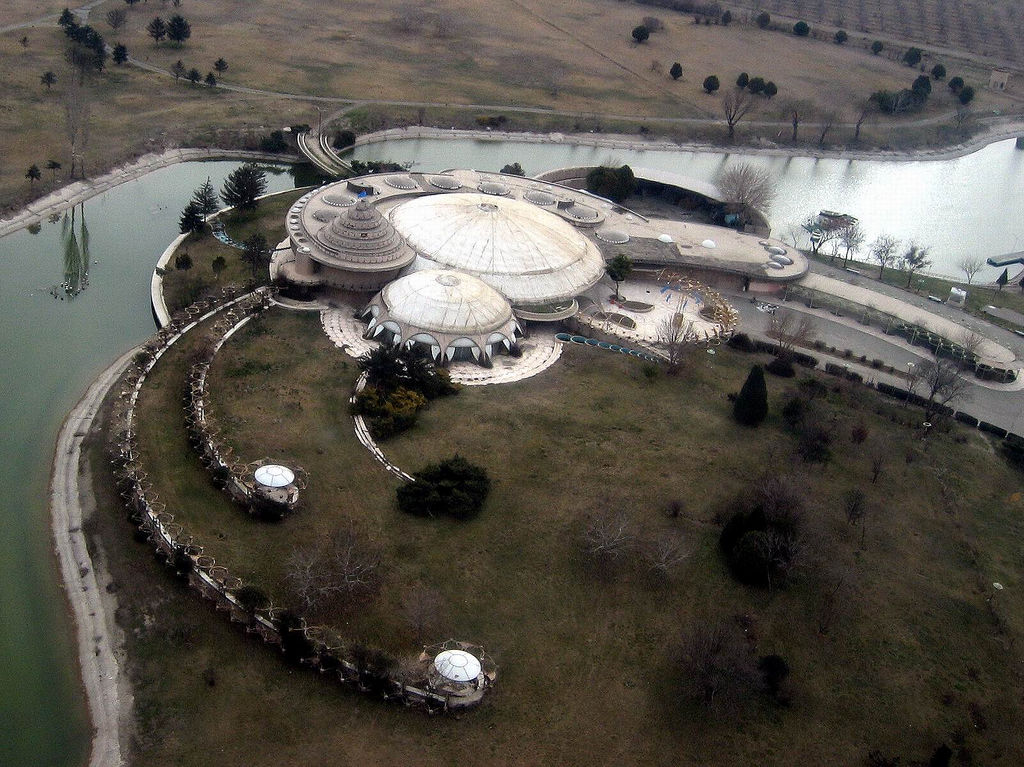
کاخ مروارید اثر وسلی پیترز در مهرشهر کرج
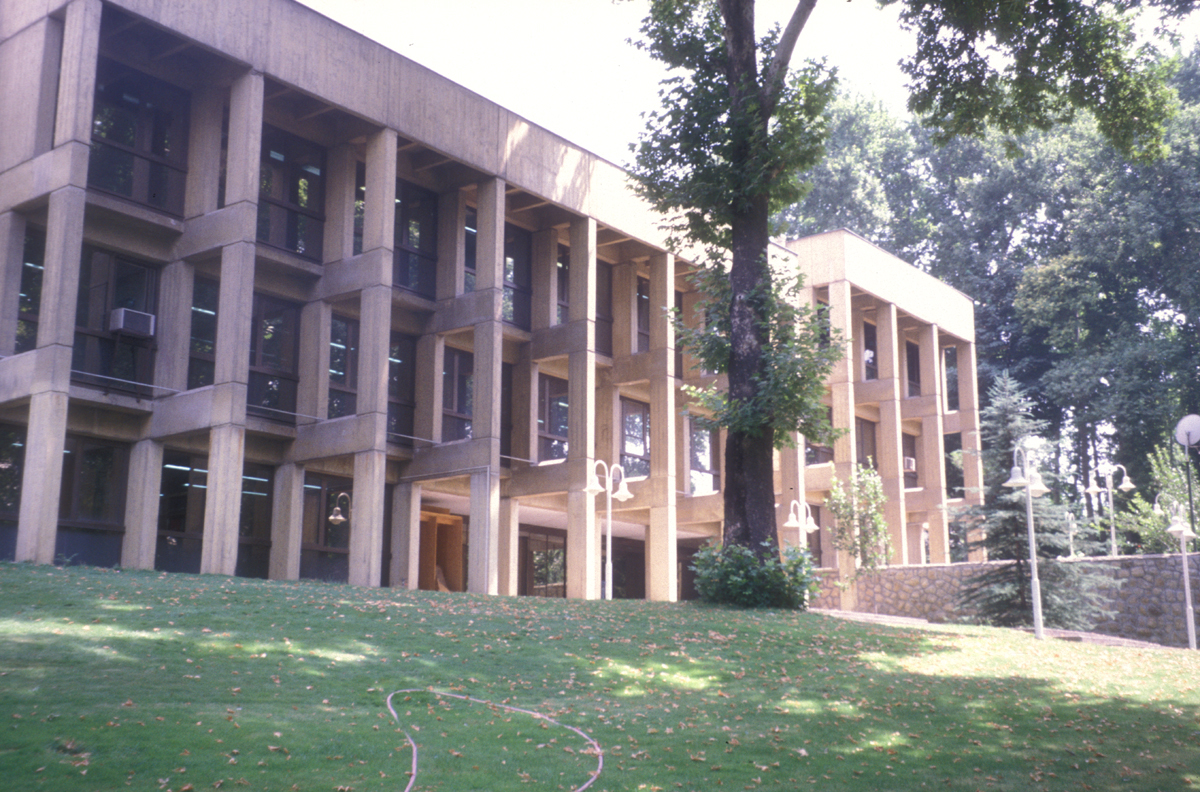
دفتر مخصوص فرح پهلوی در نیاوران تهران، اثر کامران دیبا
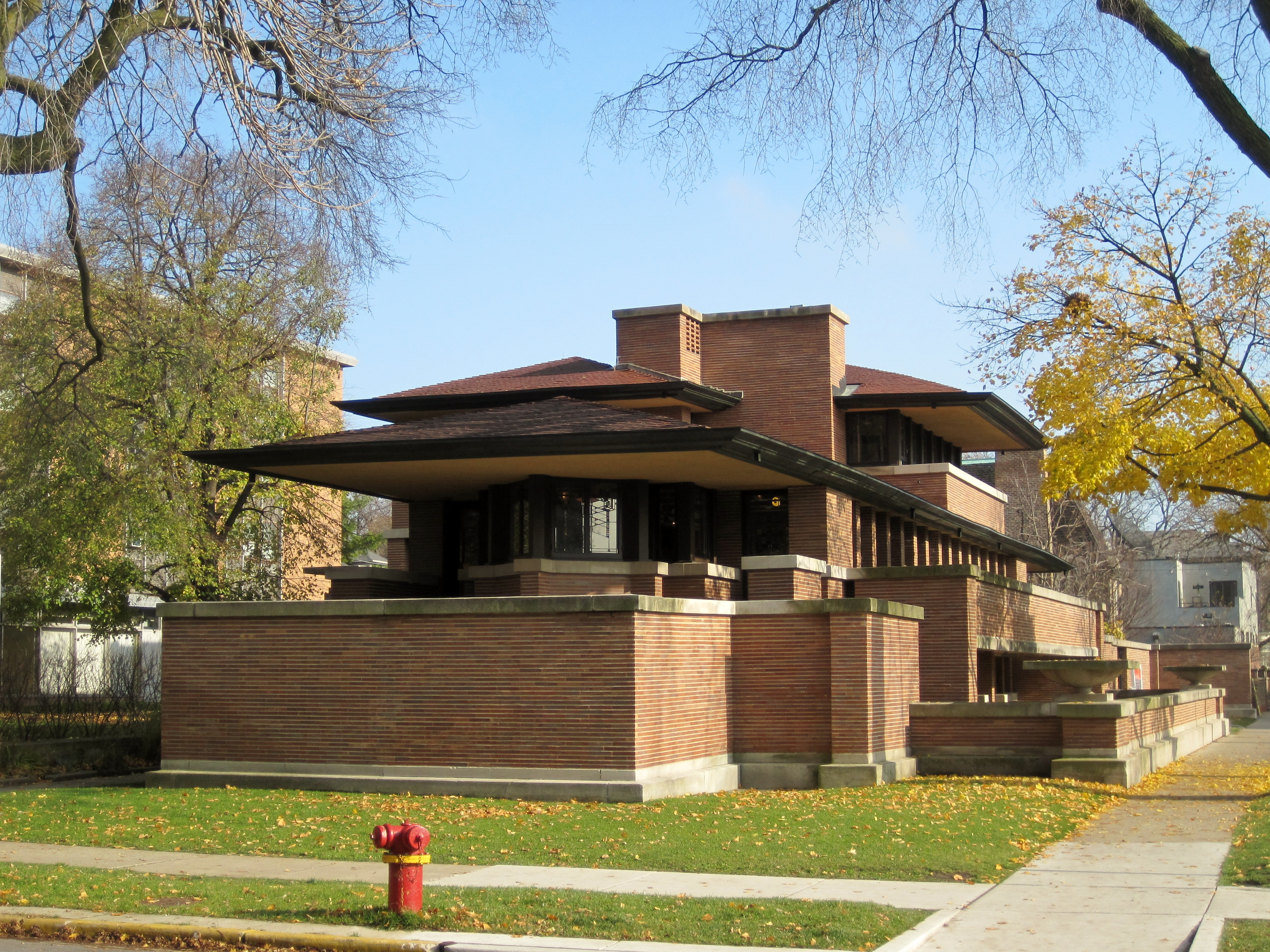
خانه روبی اثر فرانک لوید رایت در شیکاگو، ایلینوی
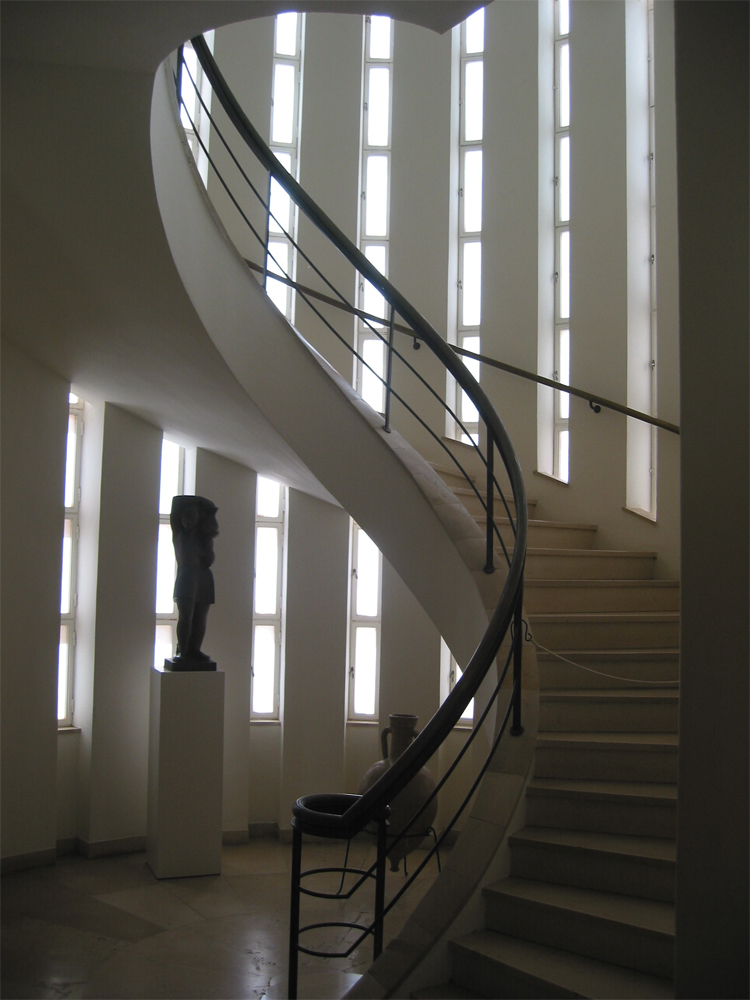
خانه وایزمن اثر اریش مِندلسون در رخووت، اسرائیل
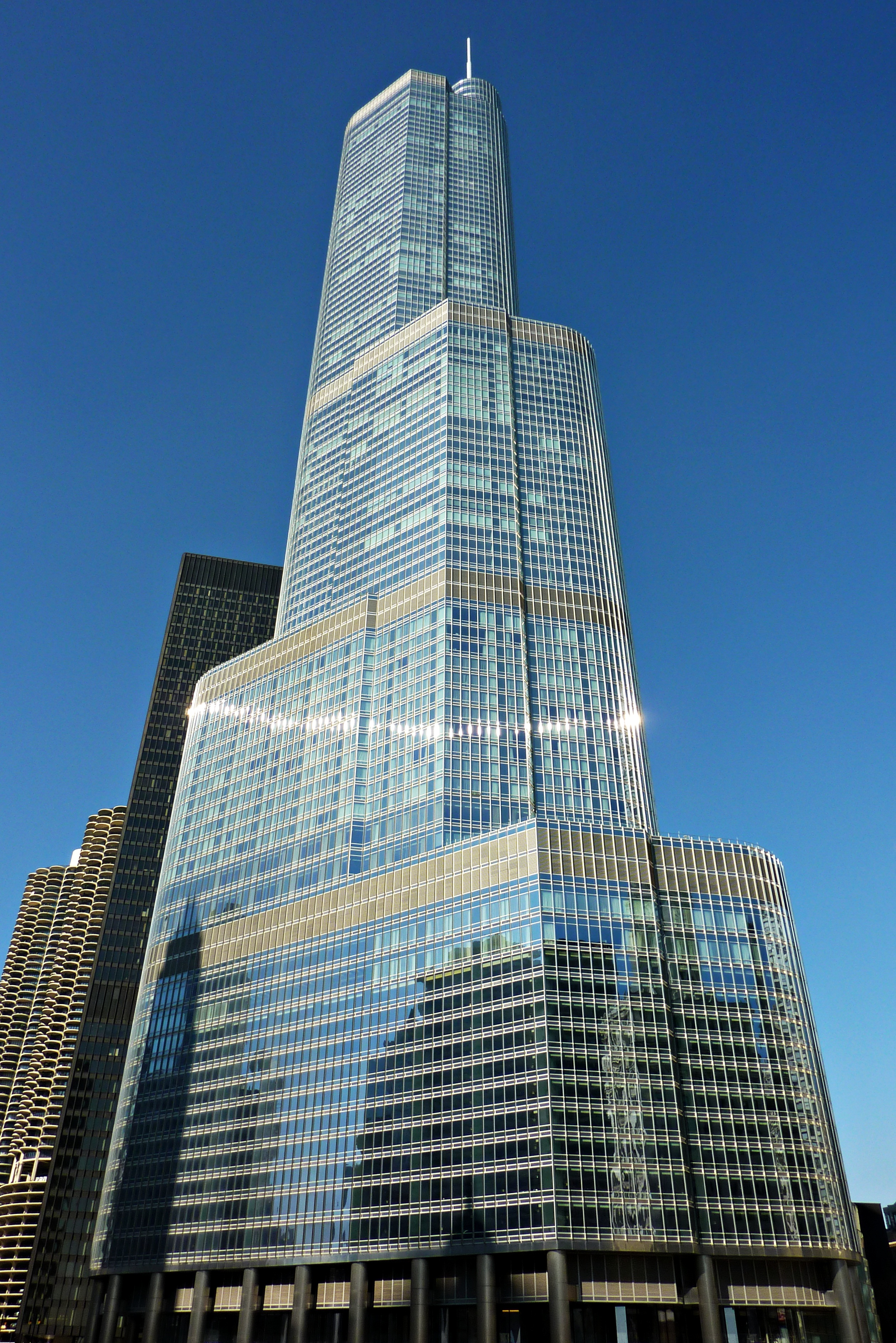
برج و هتل بین‌المللی ترامپ اثر ادرین اسمیت و اسکیدمور، اوینگز و مریل در شیکاگو، ایلینوی
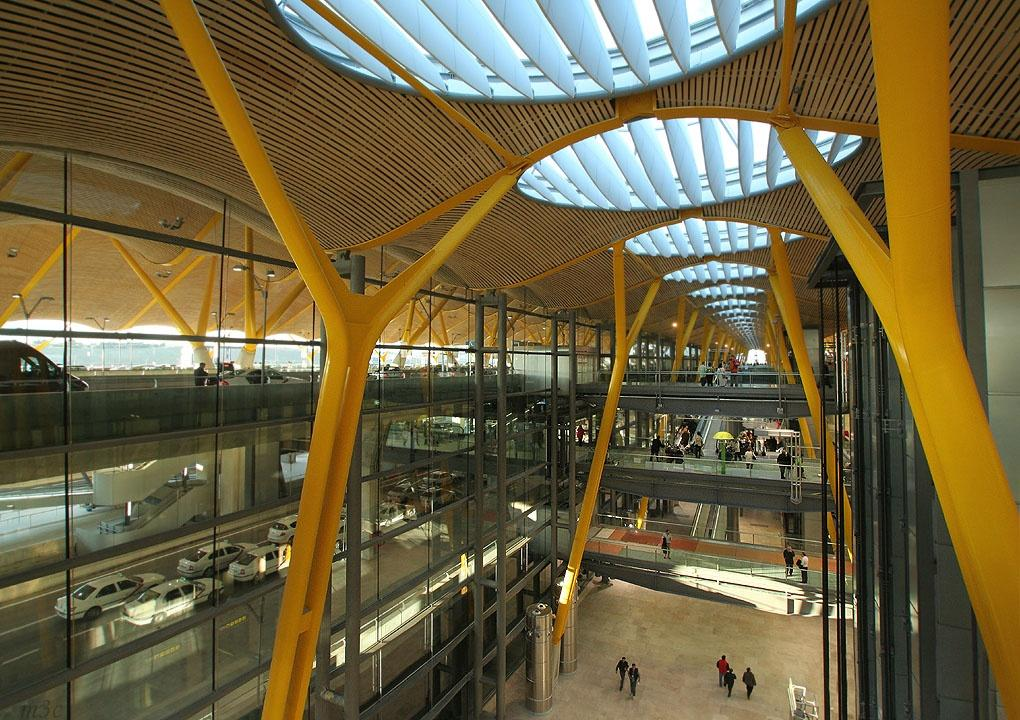
ترمینال ۴ فرودگاه بین‌المللی مادرید اثر ریچارد راجرز
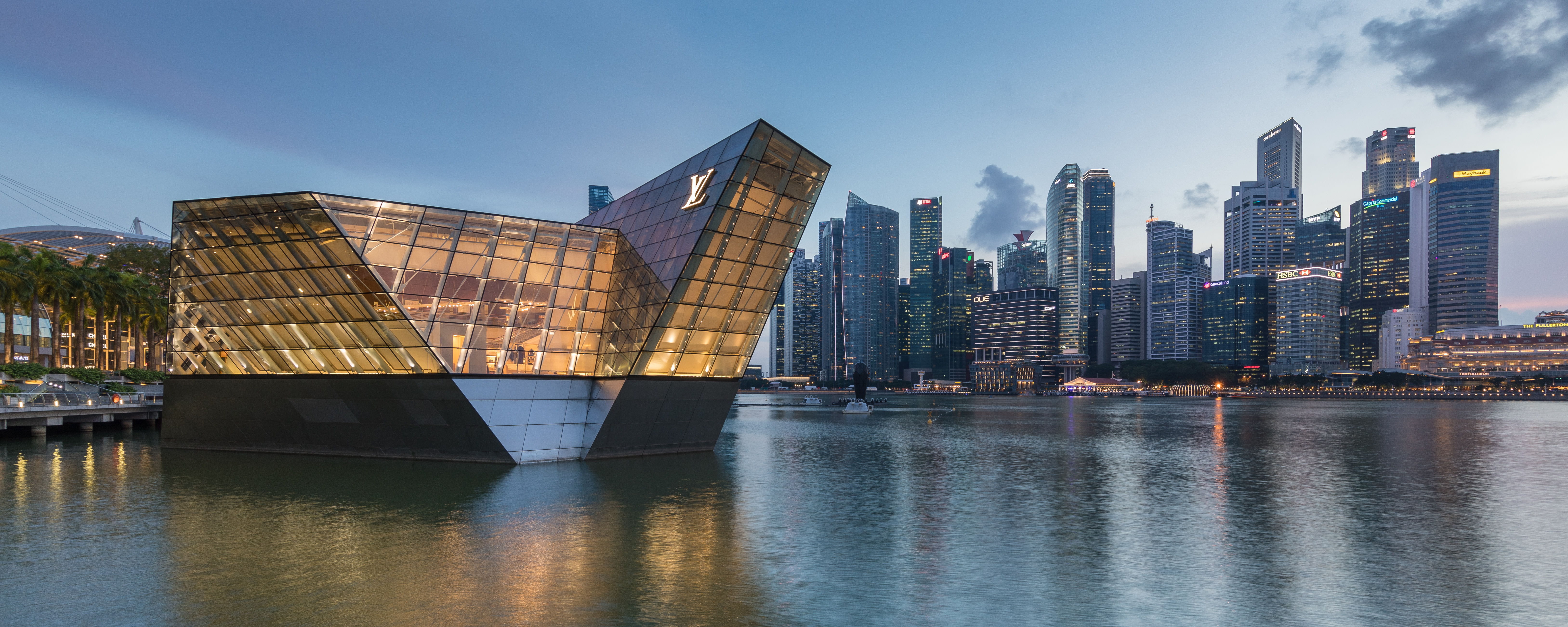
فروشگاه لویی ویتون در سنگاپور اثر موشه سفدی و پیتر مارینو